# Дентон (Канзас)
Дентон (англ. Denton) — місто (англ. city) в США, в окрузі Доніфан штату Канзас. Населення — 130 осіб (2020).

## Географія
Дентон розташований за координатами 39°43′55″ пн. ш. 95°16′10″ зх. д. / 39.73194° пн. ш. 95.26944° зх. д. (39.731885, -95.269524).  За даними Бюро перепису населення США в 2010 році місто мало площу 0,37 км², уся площа — суходіл.

## Демографія
Згідно з переписом 2010 року, у місті мешкало 148 осіб у 63 домогосподарствах у складі 42 родин. Густота населення становила 403 особи/км².  Було 74 помешкання (202/км²).
Расовий склад населення:
| - 93,9 % — білих |

До двох чи більше рас належало 6,1 %. Частка іспаномовних становила 2,0 % від усіх жителів.
За віковим діапазоном населення розподілялося таким чином: 20,9 % — особи молодші 18 років, 66,9 % — особи у віці 18—64 років, 12,2 % — особи у віці 65 років та старші. Медіана віку мешканця становила 43,5 року. На 100 осіб жіночої статі у місті припадало 100,0 чоловіків;  на 100 жінок у віці від 18 років та старших — 112,7 чоловіків також старших 18 років.
Середній дохід на одне домашнє господарство  становив 74 497 доларів США (медіана — 63 750), а середній дохід на одну сім'ю — 90 410 доларів (медіана — 82 000). Медіана доходів становила 46 250 доларів для чоловіків та 28 750 доларів для жінок. За межею бідності перебувало 1,2 % осіб, у тому числі 0,0 % дітей у віці до 18 років та 8,7 % осіб у віці 65 років та старших.
Цивільне працевлаштоване населення становило 101 осіб. Основні галузі зайнятості: освіта, охорона здоров'я та соціальна допомога — 30,7 %, сільське господарство, лісництво, риболовля — 21,8 %, виробництво — 11,9 %, фінанси, страхування та нерухомість — 9,9 %.